# Шриманта Калакшетра
Шриманта Калакшетра (англ. Srimanta Sankaradev Kalakshetra) — культурный центр в Панджабари, около города Гувахати, штат Ассам, Индия, названный в честь средневекового поэта-драматурга и реформатора Шриманты Санкарадева. Включает в себя краеведческий музей, библиотеку и различные средства для хранения, демонстрации и выставки культурных предметов. Здесь хранится художественное наследие Ассама и северо-восточного региона Индии. В пределах территории Калакшетра можно посетить храмы, открытые театры, торговые центры и кафе. Также является основным местом посещения для туристов в Гувахати.
Был открыт 9 ноября 1998 года.

## Структура
Культурным центром управляет совет, который формируется Департаментом культуры Правительства Ассама и возглавляется директором Гражданской Службы Ассама или сотрудником Индийской Административной Службы.
Калакшетра делится на несколько комплексов:
- Центральный музей выставляет для обозрения предметы, использовавшиеся различными этническими группами Ассама. В музее также размещены несколько культурных объектов штата.
- Театр под открытым небом способен вместить 2000 человек. Здесь демонстрируются традиционные индийские танцы и драматические спектакли.
- Сахитья Бхаван — библиотека в Калакшетре, которая имеет огромную коллекцию редких книг и рукописей и служит хранилищем литературы региона.
- Лалит-Кала Бхаван является центром для выставок и семинаров по искусству и культуре.
- Heritage park также является частью огромного комплекса Калакшетра Санкарадева.
- На территории комплекса есть канатная дорога, откуда открывается красивый вид на холмы плато Шиллонг.
- Музей Бхупена Хазарики[англ.] является еще одной достопримечательностью Калакшетра.

Большинство зданий и сооружений Калакшетры сохранили этнический Ассамский дизайн. Точная копия Ран Гхар (Ахомский Амфитеатр в Ассамском округе Сибсагар) располагается в вестибюле главной части Центрального музея. Музей хранит некоторые традиционные изделия или артефакты Ассамской культуры. Театр под открытым небом, с захватывающим видом на туманную горную протяженность Кхаси Хиллз, является постоянным местом проведения для широкого круга культурных событий.
Что можно назвать главной достопримечательностью в Калакшетра, так это «Город Художников». Этот городок изображает сельскую жизнь Ассама в самых ярких формах, таких как статуи и макеты соломенных хижин. Большинство городских детей, которые в настоящее время лишены опыта сельской жизни в связи с массовой урбанизацией, могут расширить знания о своих корнях через виртуальный тур по городу.
Сахитья Бхаван представляет собой архив ассамских текстов и литературы и обеспечивает хорошую базу для любого историка, который собирает информацию про Ассам или Северо-Восточную часть Индии. Лалит-Кала Бхаван — это залы искусства и скульптур мировой истории.
Калакшетра достаточно часто проводит различные семинары по драматургии, кино, а также изобразительному искусству. Кроме этого взглядам посетителей всегда доступны фрески на стенах, окружающих центр, изображающие различные моменты битв, танцы Биху и другие культовые ассамские образы.

## Галерея

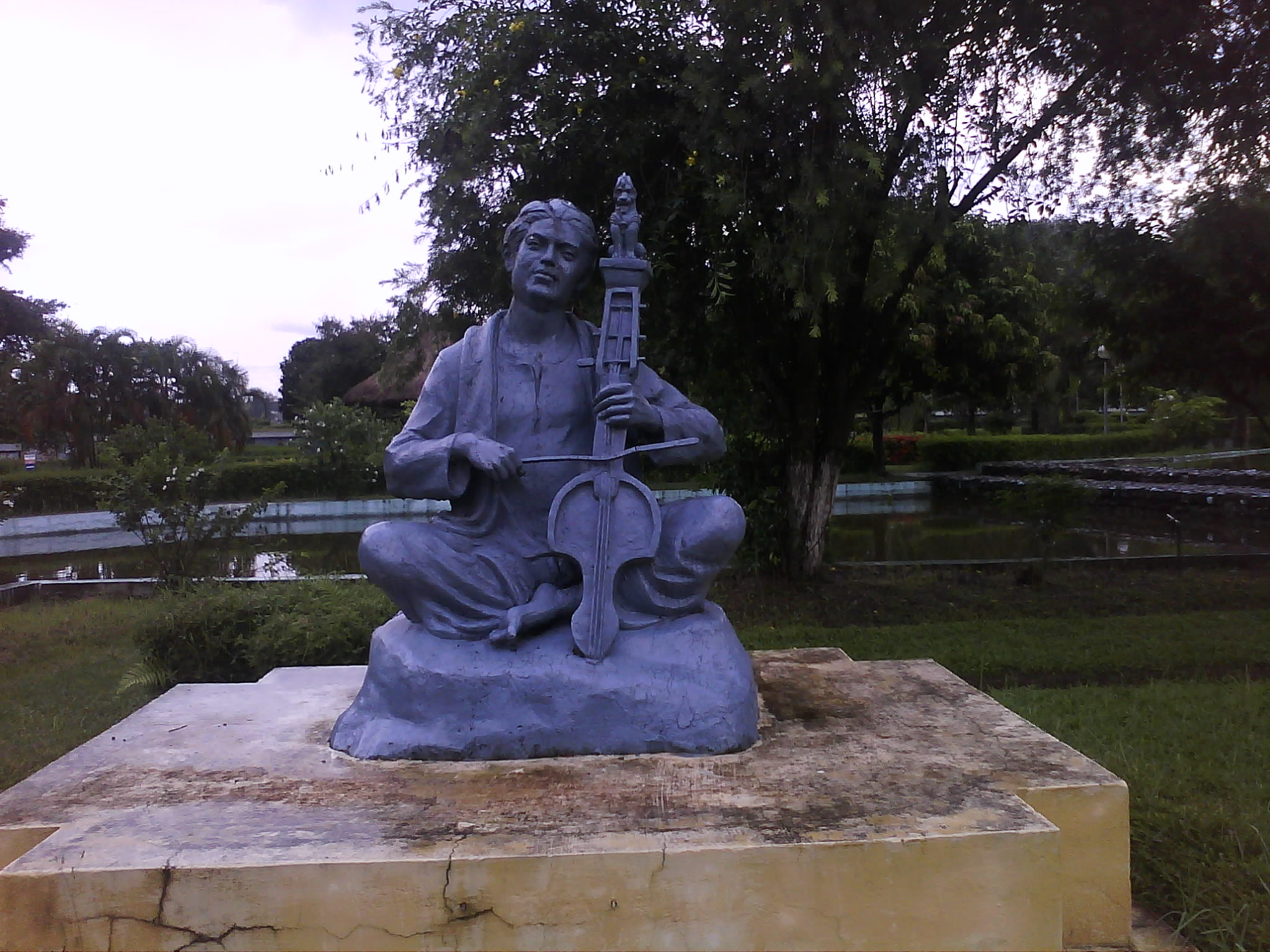
Скульптура Шриманты Санкарадевы
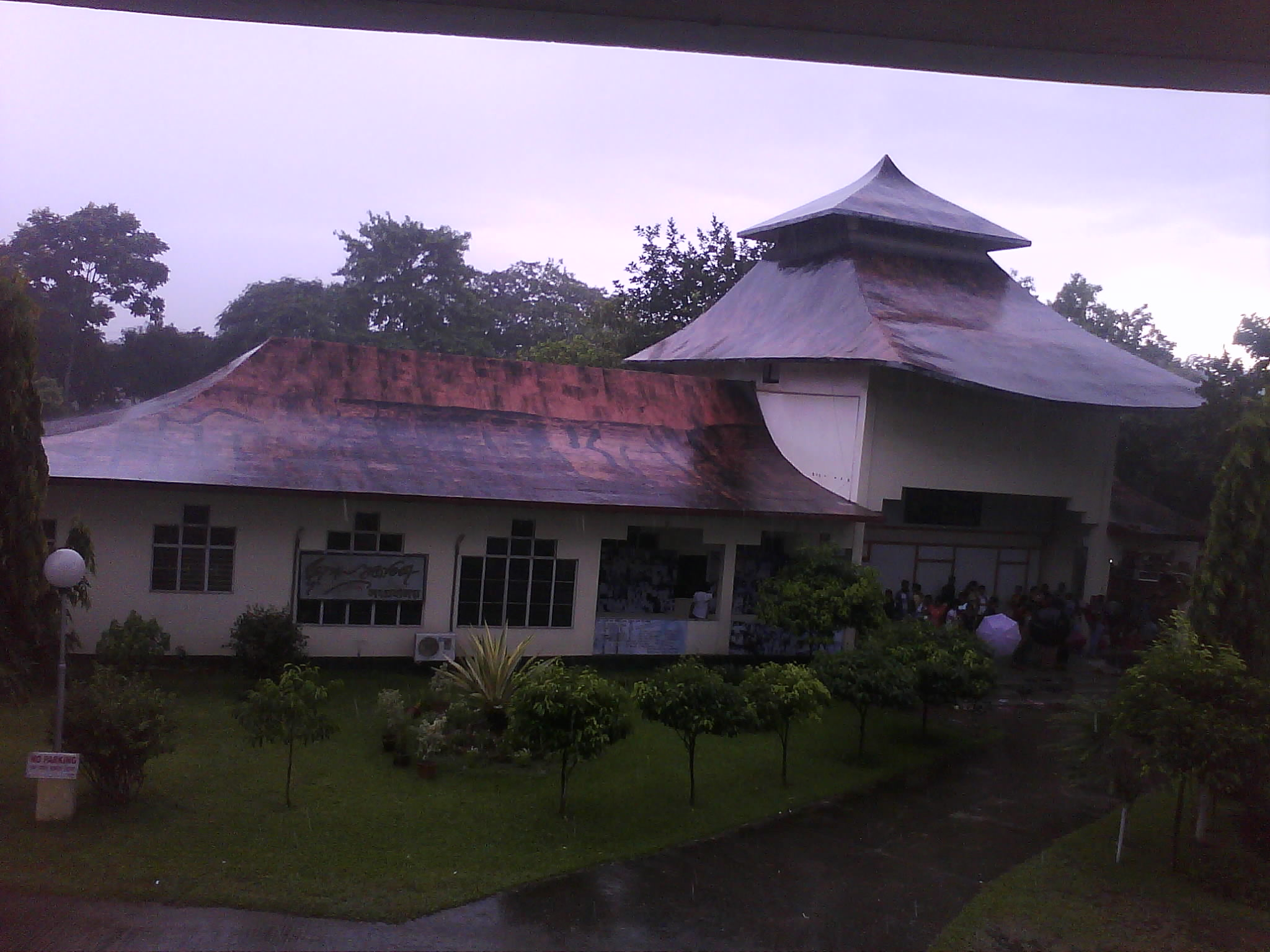
Музей Бхупена Хазарики
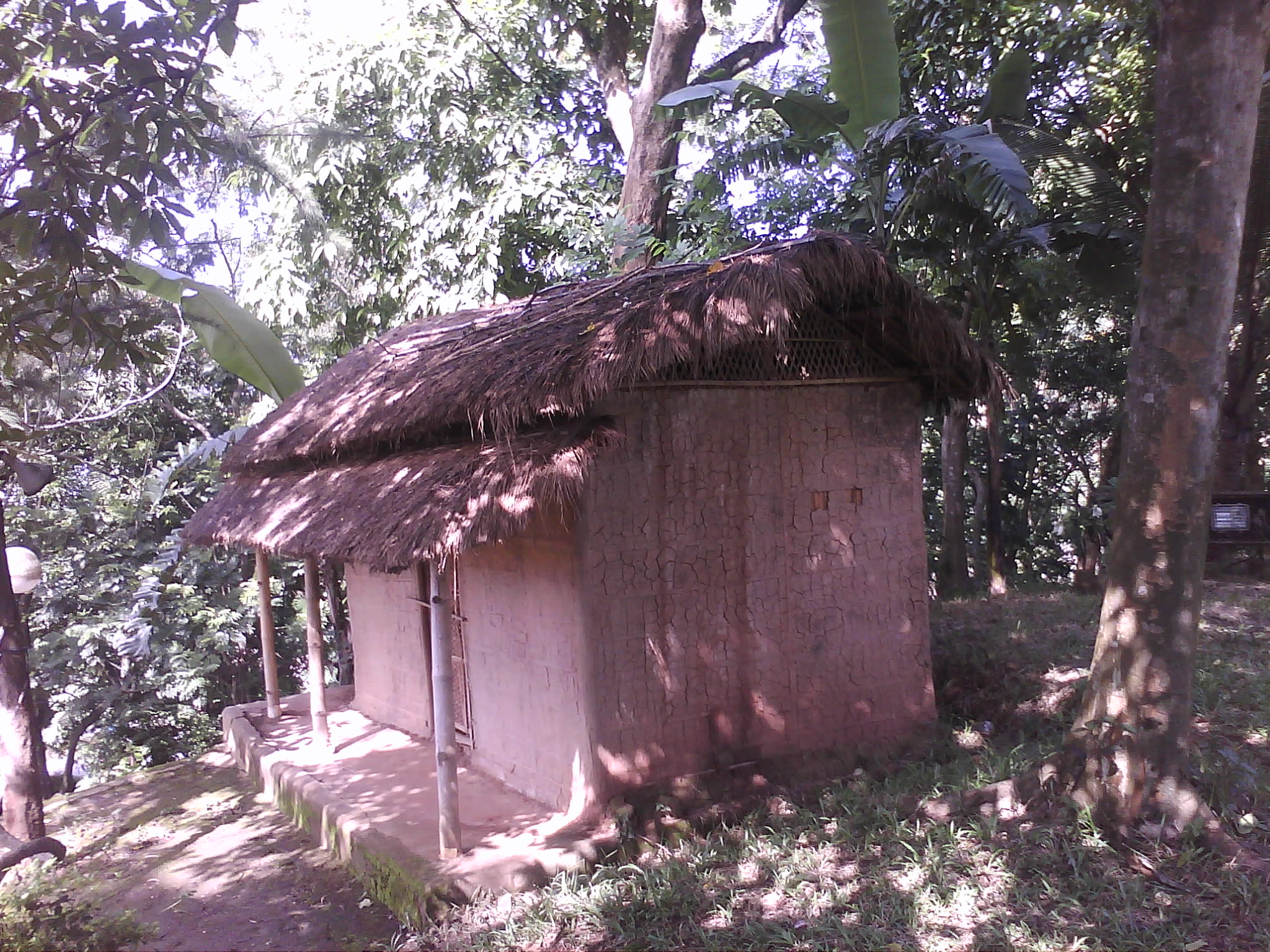
Хижина в деревне Художников
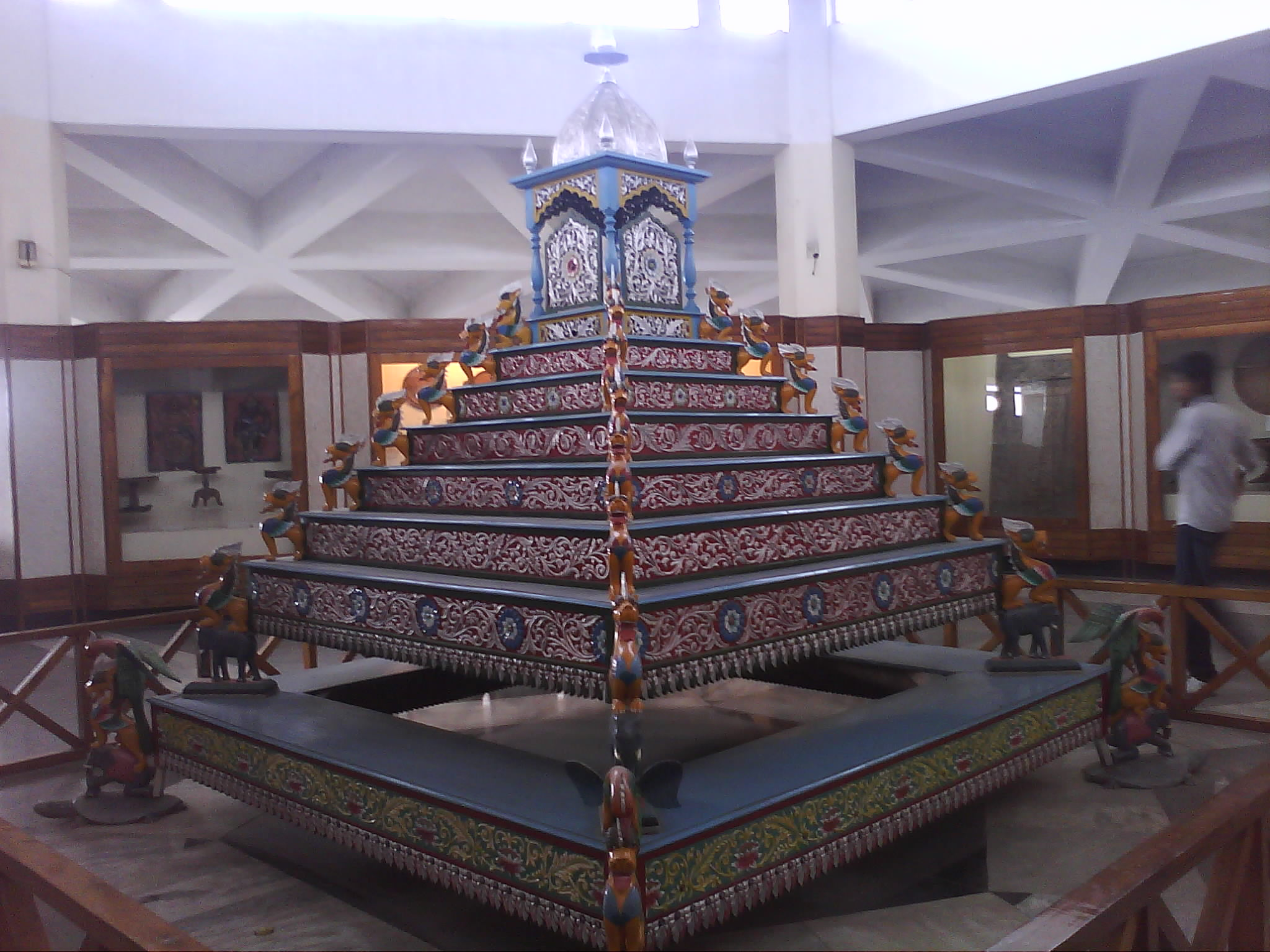
Маникут в Калакшетре